# Ankerbutik
En ankerbutik er en større forretning, der indgår i et butikscenter. Ankerbutikken tiltrækker kunder til butikscenteret som helhed, og butikscentre planlægges derfor gerne således at kunderne naturligt føres forbi diverse specialforretninger på vej til og fra ankerbutikken. Små butikscentre har gerne kun én ankerbutik, mens større centre kan have flere.

## Eksempler på ankerbutikker
| Center            | Ankerbutik(ker)                               |
| ----------------- | --------------------------------------------- |
| Field´s           | Bilka OneStop, Magasin, Elgiganten og Stadium |
| Fisketorvet       | Føtex, Silvan                                 |
| Nørrebro Bycenter | Silvan                                        |

| Arkitektur | Spire Denne arkitekturartikel er en spire som bør udbygges. Du er velkommen til at hjælpe Wikipedia ved at udvide den. |